# Utca
Út: a településről kivezető, a település határát legalább egyik végében elérő, vagy akár át is lépő közterület (útvonal). Sok esetben a földrajzilag következő, vagy fontosabb -pl nagyobb- település irányról lett elnevezve. 
Utca: Településen belüli, az utakat, utcákat egymással összekötő közterület (útvonal). 

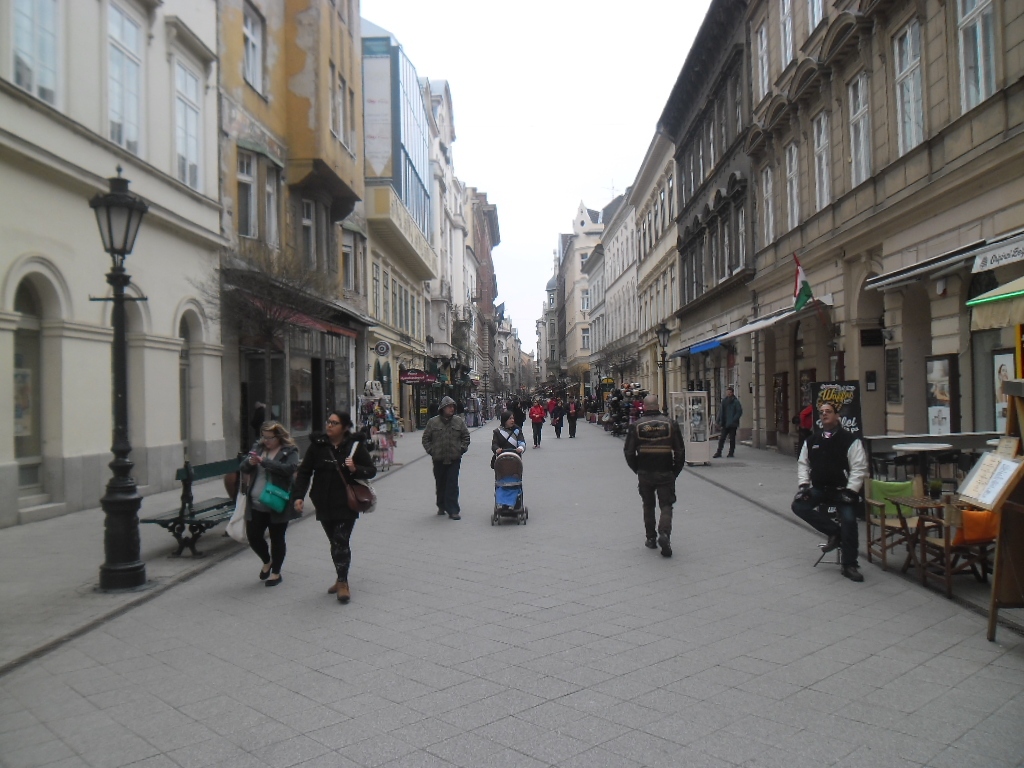
A Váci utca Budapest leghíresebb sétálóutcája, amely az V. kerületben található

Az utca közterület. A városi úthálózatból azon részeket, amelyek akár az egész várost átszelve, akár annak központjából kiindulva, a város külső területére és a szomszédos helyek felé irányulnak s arra valók, hogy a városnak átmenő és a szomszédba is törekvő közlekedését biztosítsák, útnak nevezik, a többi közlekedési vonalat, amelyek a fentebb nevezett kellékek híjával vannak, utcáknak és közöknek nevezik.
Az utca a fő közlekedési utaknak egymással több ponton való összeköttetése céljából keletkezik, vagy azon célra, hogy a nagy telektömbök több részre oszthatók és kellő hozzáférhetéssel elláthatók, valamint az épületek lecsapolhatók legyenek. Ezen célhoz képest alakul az utca külső képe is, mint szélessége, burkolása, világítása és talaj alatti műszaki berendezése.
Az utakra van terelve a nagy közlekedés, ennélfogva ott a burkolatnak erősebbnek, ellenállóbbnak kell lenni, míg az utcákon általában véve csekélyebb lévén a kocsiforgalom, gyengébb burkolat is alkalmazható. Az utcáknak keresztszelvénye is rendeltetésüknél fogva egyszerűbb lehet, mint a nagy közutaké, mert míg ez utóbbiak keresztszelvényének megállapításánál gondoskodni kell a mai korbeli közlekedési igényeknek kielégítéséről, úgy mint járókelők számára széles járdákról, fasorokról, közúti vasút elhelyezéséről stb., addig az utcákon a falak melletti járdák és az ezek közé fogott kocsiút azok a tényezők, amelyekből a keresztszelvény előáll.
A 19. század végén az utcákat igyekeztek szélesebbre építeni, mert a sűrűn lakott városrészeknek napi közlekedése már ekkorra meghaladta a régi, szűk utcák kapacitását. A nagyobb forgalmú utcákat 15,50 m-re, a kevésbé igénybevetteket legalább 11,50 m szélességgel hasították ki, mint amely szélesség mellett úgy a gyalogjárók, mint a kocsik közlekedésére is elegendő hely áll rendelkezésre.